# Coincy (Mosel·la)
Coincy és un municipi francès, situat al departament del Mosel·la i a la regió del Gran Est. L'any 2007 tenia 310 habitants.

## Demografia

### Població
El 2007 la població de fet de Coincy era de 310 persones. Hi havia 108 famílies, de les quals 20 eren unipersonals (12 homes vivint sols i 8 dones vivint soles), 36 parelles sense fills i 52 parelles amb fills.
La població ha evolucionat segons el següent gràfic:
Habitants censats

### Habitatges
El 2007 hi havia 115 habitatges, 110 eren l'habitatge principal de la família, 3 eren segones residències i 2 estaven desocupats. Tots els 115 habitatges eren cases. Dels 110 habitatges principals, 99 estaven ocupats pels seus propietaris, 8 estaven llogats i ocupats pels llogaters i 3 estaven cedits a títol gratuït; 1 tenia dues cambres, 1 en tenia tres, 21 en tenien quatre i 86 en tenien cinc o més. 87 habitatges disposaven pel capbaix d'una plaça de pàrquing. A 31 habitatges hi havia un automòbil i a 73 n'hi havia dos o més.

### Piràmide de població
La piràmide de població per edats i sexe el 2009 era:
| Homes | Edats   | Dones |
| ----- | ------- | ----- |
| 0     | 95 o +  | 0     |
| 0     | 90 a 94 | 0     |
| 0     | 85 a 89 | 0     |
| 4     | 80 a 84 | 0     |
| 0     | 75 a 79 | 8     |
| 8     | 70 a 74 | 4     |
| 0     | 65 a 69 | 4     |
| 4     | 60 a 64 | 0     |
| 8     | 55 a 59 | 8     |
| 16    | 50 a 54 | 16    |
| 16    | 45 a 49 | 8     |
| 8     | 40 a 44 | 16    |
| 16    | 35 a 39 | 16    |
| 4     | 30 a 34 | 12    |
| 0     | 25 a 29 | 0     |
| 4     | 20 a 24 | 4     |
| 12    | 15 a 19 | 20    |
| 12    | 10 a 14 | 8     |
| 20    | 5 a 9   | 12    |
| 12    | 0 a 4   | 0     |

## Economia
El 2007 la població en edat de treballar era de 231 persones, 170 eren actives i 61 eren inactives. De les 170 persones actives 158 estaven ocupades (79 homes i 79 dones) i 12 estaven aturades (7 homes i 5 dones). De les 61 persones inactives 24 estaven jubilades, 26 estaven estudiant i 11 estaven classificades com a «altres inactius».

### Ingressos
El 2009 a Coincy hi havia 107 unitats fiscals que integraven 319,5 persones, la mediana anual d'ingressos fiscals per persona era de 21.185 €.

### Activitats econòmiques
Dels 10 establiments que hi havia el 2007, 3 eren d'empreses de construcció, 2 d'empreses de comerç i reparació d'automòbils, 1 d'una empresa d'informació i comunicació, 1 d'una empresa immobiliària, 1 d'una empresa de serveis, 1 d'una entitat de l'administració pública i 1 d'una empresa classificada com a «altres activitats de serveis».
Dels 2 establiments de servei als particulars que hi havia el 2009, 1 era un guixaire pintor i 1 perruqueria.
L'únic establiment comercial que hi havia el 2009 era una botiga de menys de 120 m².
L'any 2000 a Coincy hi havia 4 explotacions agrícoles.

## Poblacions més properes
El següent diagrama mostra les poblacions més properes.